# Chazky
Chazky (ukrainisch Хацьки; russisch Хацки Chazki) ist ein Dorf in der ukrainischen Oblast Tscherkassy mit etwa 3100 Einwohnern (2001).

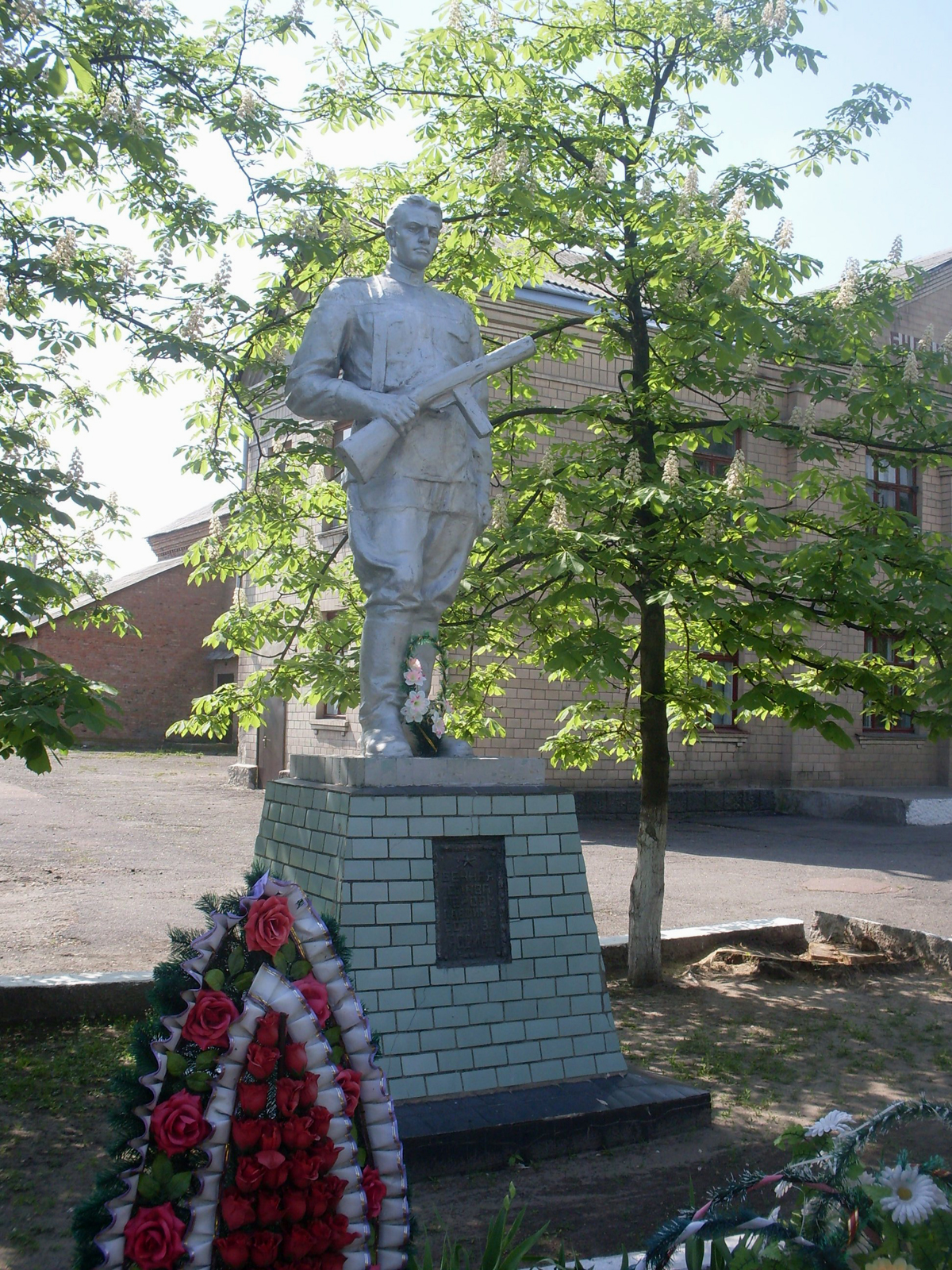
Denkmal im Ort

Das 1793 erstmals schriftlich erwähnte Dorf ist die einzige Ortschaft der gleichnamigen Landratsgemeinde im Rajon Tscherkassy.
Chazky liegt auf 81 m Höhe im Tal des Flusses Tjasmyn an der Fernstraße N 16 20 km südwestlich vom Oblastzentrum Tscherkassy. Durch das Dorf führt die Eisenbahnlinie Kiew–Odessa.
Am 22. Juni 2017 wurde das Dorf ein Teil der neugegründeten Landgemeinde Stepanky, bis dahin bildete es zusammen die gleichnamige Landratsgemeinde Chazky (Хацьківська сільська рада/Chazkiwska silska rada) im Süden des Rajons Tscherkassy.